# فتى الفقاعة (فلم)
فتى الفقاعة (بالإنجليزية: Bubble Boy) هو فيلم كوميديا سوداء تم إنتاجه في الولايات المتحدة وصدَرَ في سنة 2001. الفيلم من إخراج بلير هايز ومن بطولة كل من جيك جيلنهال وسوسي كورتز ومارلي شيلتن وداني تريجو وجون كارول لينتش، وكتابة سينكو بول وكين داوريو. قصة الفيلم مستوحاة من فيلم الفتى في فقاعة البلاستيك عام 1976. كما كُتِبت موسيقى تحمل نفس الاسم من قِبل نفس المؤلفين أُدِيت للمرة الأولى في عام 2008.

## وصلات خارجية
- مقالات تستعمل روابط فنية بلا صلة مع ويكي بيانات